# Oruza leucostigma
Oruza leucostigma là một loài bướm đêm trong họ Erebidae.